# Željeznice Federacije Bosne i Hercegovine
Željeznice Federacije Bosne i Hercegovine d.o.o., VKM ŽFBH, je unitární železnice, která provozuje železniční infrastrukturu a osobní i nákladní dopravu v Bosně a Hercegovině.

## Historie
V roce 1992 došlo k vyhlášení nezávislosti Bosny a Hercegoviny a na území nově vzniklého státu se nástupcem Jugoslávských železnic (JŽ) staly k 3. červnu 1992 Željeznice Bosne i Hercegovine (ŽBH). Nový stát vznikl na základě referenda, které bylo bojkotováno bosenskými Srby, kteří na území Bosny a Hercegoviny vyhlásili vlastní entitu Republika srbská, ve které byla zřízena vlastní železniční společnost Željeznice Srpske Republike BiH (ŽSR BiH). V roce 1993 pak vznikla v chorvatských enklávách ještě společnost Željeznice Hrvatske zajezdnice Herceg Bosna (ŽHZ HB) se sídlem v Mostaru. Ta byla později přejmenována na Željeznice Herceg Bosna (ŽHB).
V roce 2001 byl Parlamentem Federace Bosny a Hercegoviny schválen zákon, na jehož základě došlo ke sloučení „chorvatské“ ŽHB a „bosenské“ ŽBH do jedné společnosti Željeznice Federacije Bosne i Hercegovine (zkratka ŽFBH nebo ŽFBiH).
3. a 4. října 2024 postihla velkou část Bosny a Hercegoviny povodeň, která rovněž významně postihla infrastrukturu ŽFBH. Zcela byl zničen 17kilometrový úsek Ostrožac - Grabovica, čímž bylo mj. přerušeno velmi důležité spojení do chorvatského přístavu Ploče. Trať byla obnovena díky turecké stavební společnosti Cengiz İnşaat Sanayi ve Ticaret, která na své náklady zhotovila projekt a provedla i stavební práce, které probíhaly od 10. prosince 2024 do 23. ledna 2025. Trať byla obnovena k 30. lednu 2025 nejdříve pro nákladní dopravu, od 10. února 2025 i pro osobní dopravu. Téměř čtyřměsíční přerušení dopravy však způsobilo ŽFBH značné ztráty.

## Údaje o společnosti

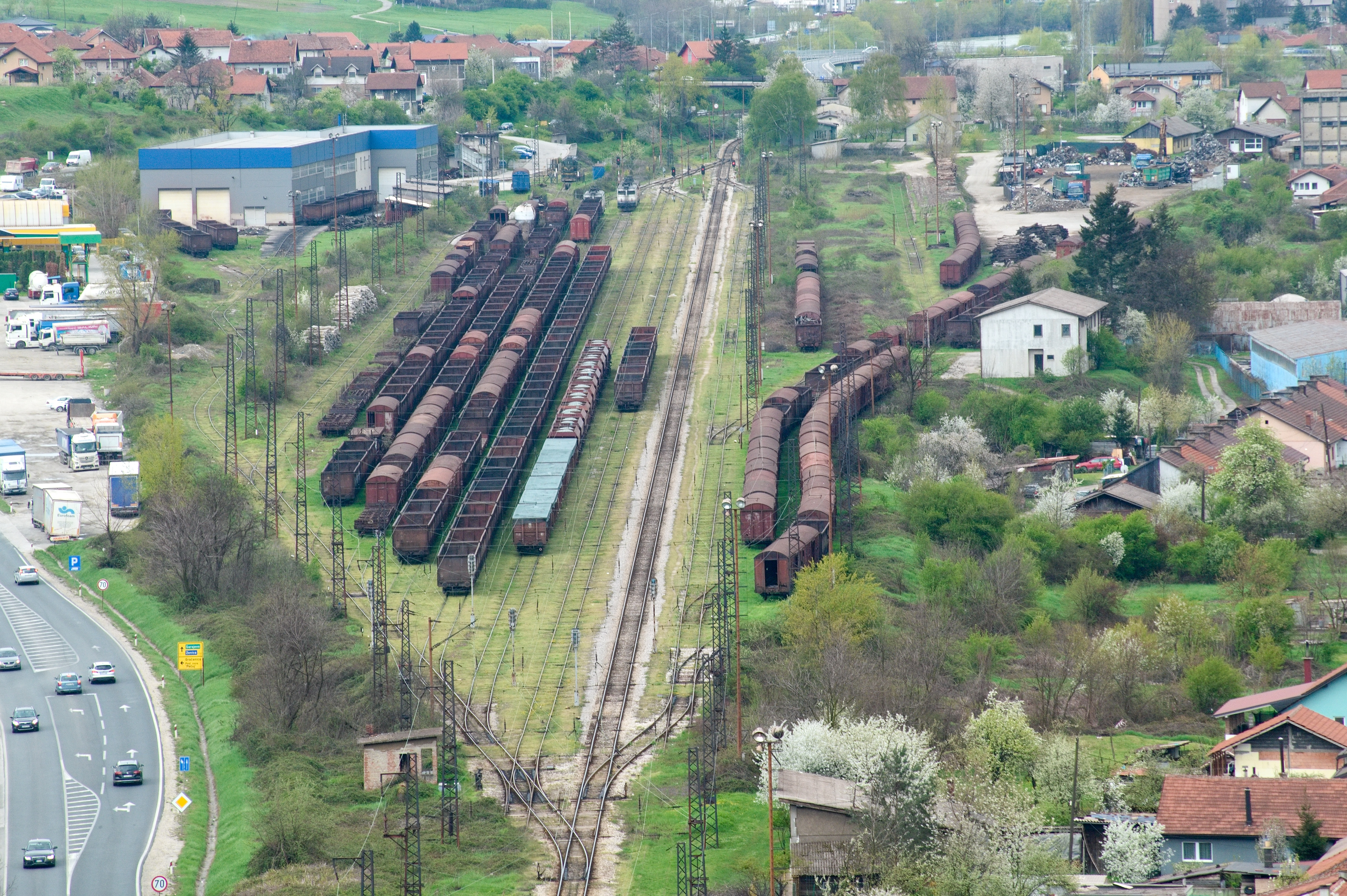
Stanice Zenica Teretna na síti ŽFBH

Teritoriálně je společnost rozdělena na pět oblastí se sídly ve městech Sarajevo, Mostar, Zenica, Tuzla a Bihać. Na konci roku 2023 měla společnost 2611 zaměstnanců, přitom ještě v roce 2016 zaměstnávala 3724 pracovníků.

### Infrastruktura
ŽFBH provozují železniční síť o celkové délce 608,495 km, z toho 68,453 km tratí je dvoukolejných, zbývajících 540,042 km je jednokolejných. Na tratích společnosti se nachází 267 mostů a viaduktů a 163 tunelů.

### Nákladní doprava

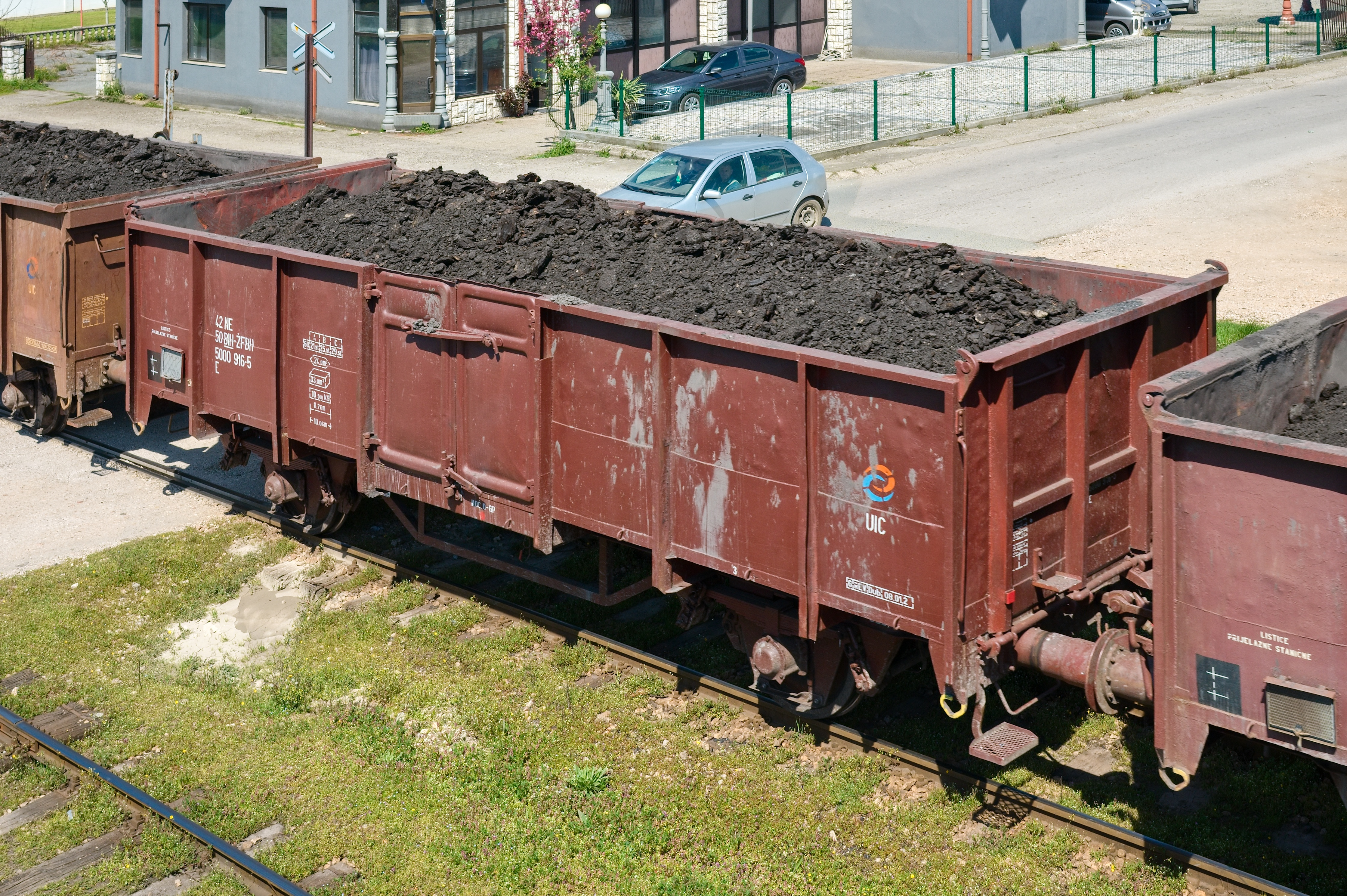
Vůz řady E ŽFBH ložený hnědým uhlím

Při svém vzniku v roce 2021 společnost v nákladní dopravě přepravila 3,8 mil. tun zboží, přepravní výkon činil 165 mil. čtkm. V dalších letech objem přepravovaného zboží postupně rostl, v letech 2010 až 2015 společnost ročně přepravovala kolem 8 až 9 mil. tun zboží, přepravní výkon se pohyboval kolem 1 miliardy čtkm ročně. V roce 2023 ŽFBH přepravily 7, mil. tun zboží, přepravní výkon činil 0,9 mld. čtkm.
Mezi hlavní zákazníky patří elektrárenská společnost Elektroprivreda BiH, železárny ArcelorMittal Zenica, koksovna Koksara Lukavac a hnědouhelné doly Rudnik mrkog uglja Kakanj.
Společnost disponuje parkem krytých, vysokostěných, samovýsypných, plošinových a kotlových vozů, rovněž vlastní vozy pro přepravu osobních automobilů a vozy pro přepravy práškových hmot.

### Osobní doprava

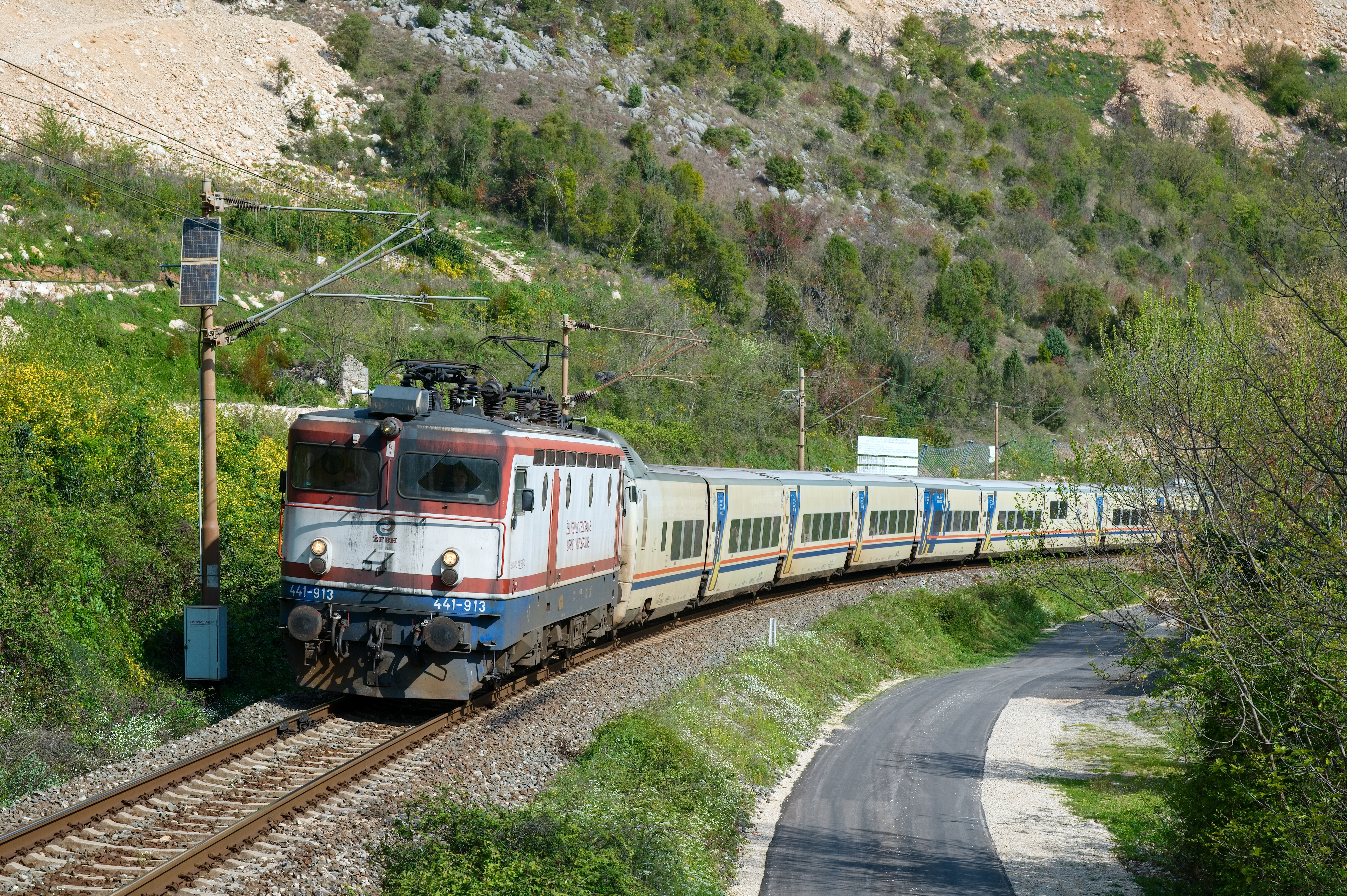
Lokomotiva řady 441 se soupravou Talgo jako vlak Sarajevo – Čapljina

V roce 2023 ŽFBH přepravily v osobní dopravě 359 414 cestujících a dosáhly přepravního výkonu 29,4 mil. osobokilometrů. V jízdním řádu 2024/2025 provozovala denně dva páry rychlíků ze Sarajeva do Čapljiny (jeden pár v letní sezoně až do Ploče v Chorvatsku) a jeden pár rychlíků ze Sarajeva do Maglaje. Dále provozovala několik regionálních vlaků v relacích Sarajevo – Pazarič, Maglaj – Zenica, Sarajevo – Zenica a Sarajevo – Visoko.
Společnost používá osobní vozy řad Aeelt a Beelt  ABlm	a Blm (vyrobené v letech 1961 až 1968), které byly předány v roce 1997 od švédských drah Statens Järnvägar. Dále ŽFBH používá původně jugoslávské vozy řad All a Blm, které prošly v letech 1999 až 2001 modernizací v TŽV Gredelj.
V roce 2008 ŽFBH objednaly u chorvatské firmy Končar jednu čtyřdílnou elektrickou nízkopodlažní jednotku. Souprava označená 4412 001 byla původně určena pro provoz na trati Sarajevo – Ploče nakonec od července 2012 jezdila na vlaku IC 543/544 Zenica – Mostar a zpět. Ale již po 8 měsících byla z provozu stažena pro vážnou závadu. Dlouhou dobu pak byla odstavená, neboť ŽFBH neměly dostatek financí na její opravu, na trati se znovu objevila až od 13. prosince 2020, kdy začala být nasazována na relaci Sarajevo – Maglaj.
V letech 2010 a 2011 pak španělská společnost Patentes Talgo dodala celkem devět 9vozových netrakčních souprav Talgo, z toho pět v konfiguraci pro denní vlaky a čtyři pro noční vlaky. Tyto jednotky byly nasazeny do pravidelného provozu až v roce 2016. Důvodem pro tak dlouhé odstavení souprav byl především katastrofální stav infrastruktury, který neumožňoval jízdu vyšší rychlostí než 50 km/h s mnoha lokálními omezeními až na 10 km/h, přitom tyto jednotky jsou schopny jezdit rychlostí až 220 km/h.

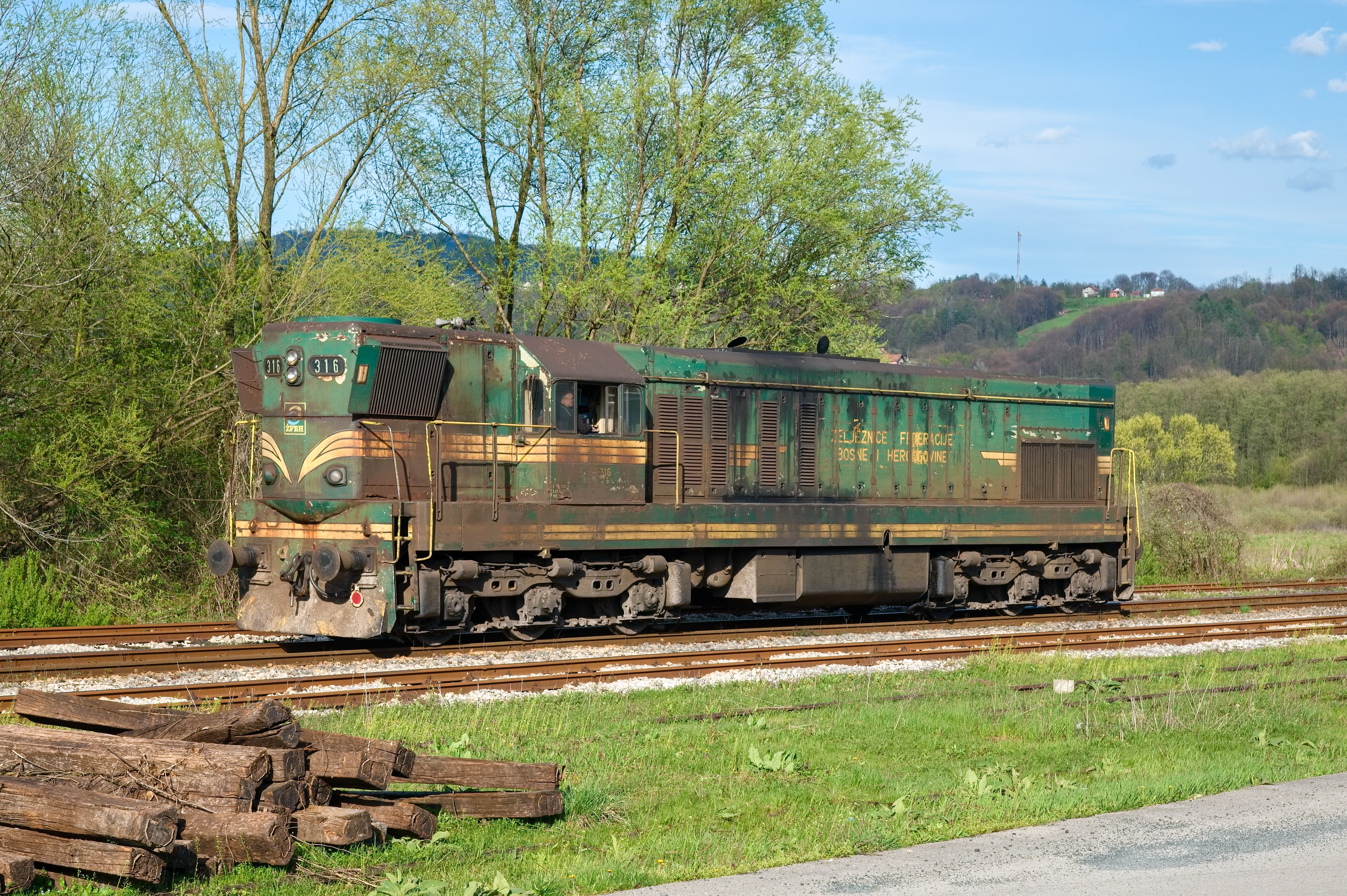
Lokomotiva řady 661 ŽFBH

### Lokomotivy
Základem parku elektrických lokomotiv společnosti jsou stroje řady 441 (vyrobené mezi lety 1972 a 1976). Tyto lokomotivy se používají také pro tažení osobních vlaků sestavených ze soupravy Talgo.
Na neelektrizovaných tratích pak firma používá především motorové lokomotivy řady 661. ŽFBH zdědily po někdejších Jugoslávských železnicích celkem 23 strojů řady 661 americké nebo španělské produkce (typ EMD G16). Postupem času byly některé zrušeny nebo prodány společnostem Željeznica Crne Gore a Željeznice Republike Srpske. Tyto lokomotivy společnost používá např. pro vozbu hnědého uhlí do elektrárny v Tuzle.